# Campeonato Sudamericano de Hockey sobre césped femenino de 2013
El Campeonato Sudamericano de Hockey sobre césped femenino de 2013 se llevó a cabo desde el 26 de enero al 2 de febrero de 2013. La competencia se desarrolló en San Carlos de Apoquindo, complejo deportivo ubicado en Santiago de Chile. 
Participaron 6 equipos en un formato de todos contra todos, con partido por el quinto puesto, tercer puesto, y final.  Argentina fue pentacampeón, al ganar en la final a Chile por 4-0; Uruguay resultó tercero, tras derrotar a Brasil por 4-1 en el partido por la medalla de bronce.

## Equipos participantes
- Argentina
- Brasil
- Chile
- Paraguay
- Perú
- Uruguay

## Primera fase

### Grupo único
– Clasificados a la final.
     – Jugaron el partido por el tercer puesto.
     - Jugaron el partido por el quinto puesto.
| Equipo    | Pts | PJ | V | E | D | GF | GC | DIF |
| --------- | --- | -- | - | - | - | -- | -- | --- |
| Argentina | 15  | 5  | 5 | 0 | 0 | 44 | 3  | +41 |
| Chile     | 12  | 5  | 4 | 0 | 1 | 45 | 6  | +39 |
| Uruguay   | 9   | 5  | 3 | 0 | 2 | 32 | 6  | +26 |
| Brasil    | 4   | 5  | 1 | 1 | 3 | 7  | 8  | -1  |
| Paraguay  | 4   | 5  | 1 | 1 | 3 | 4  | 33 | -29 |
| Perú      | 0   | 5  | 0 | 0 | 5 | 0  | 76 | -76 |

### Resultados
| 26 de enero de 2013 14:15 |      |      |  |  |
| Argentina                 | 20–0 | Perú |  |  |

| 26 de enero de 2013 16:00 |     |        |  |  |
| Uruguay                   | 1–0 | Brasil |  |  |

| 26 de enero de 2013 17:45 |      |          |  |  |
| Chile                     | 10–0 | Paraguay |  |  |

| 27 de enero de 2013 14:15 |      |         |  |  |
| Perú                      | 0–18 | Uruguay |  |  |

| 27 de enero de 2013 16:00 |      |          |  |  |
| Argentina                 | 13–0 | Paraguay |  |  |

| 27 de enero de 2013 17:45 |     |        |  |  |
| Chile                     | 4–0 | Brasil |  |  |

| 29 de enero de 2013 08:15 |     |          |  |  |
| Brasil                    | 0–0 | Paraguay |  |  |

| 29 de enero de 2013 10:00 |      |       |  |  |
| Perú                      | 0–27 | Chile |  |  |

| 29 de enero de 2013 11:45 |     |           |  |  |
| Uruguay                   | 2–3 | Argentina |  |  |

| 30 de enero de 2013 09:00 |     |      |  |  |
| Brasil                    | 7–0 | Perú |  |  |

| 30 de enero de 2013 10:45 |      |         |  |  |
| Paraguay                  | 0–10 | Uruguay |  |  |

| 30 de enero de 2013 15:00 |     |           |  |  |
| Chile                     | 1–5 | Argentina |  |  |

| 1 de febrero de 2013 13:30 |     |      |  |  |
| Paraguay                   | 4–0 | Perú |  |  |

| 1 de febrero de 2013 15:15 |     |        |  |  |
| Argentina                  | 3–0 | Brasil |  |  |

| 1 de febrero de 2013 17:30 |     |       |  |  |
| Uruguay                    | 1–3 | Chile |  |  |

### Quinto Puesto
| 2 de febrero de 2013 12:30 |     |      |  |  |
| Paraguay                   | 2–0 | Perú |  |  |

## Segunda fase

### Tercer Puesto
| 2 de febrero de 2013 14:30 |     |        |  |  |
| Uruguay                    | 4–1 | Brasil |  |  |

### Final
| 2 de febrero de 2013 16:30 |     |       |  |  |
| Argentina                  | 4–0 | Chile |  |  |

| Campeón del Campeonato Suramericano 2013 |
| ---------------------------------------- |
| Argentina Quinto título                  |

## Clasificación general
| Pos | Equipo    |
| --- | --------- |
| 1   | Argentina |
| 2   | Chile     |
| 3   | Uruguay   |
| 4   | Brasil    |
| 5   | Paraguay  |
| 6   | Perú      |